# الكرة مدورة (مسرحية)
الكرة المدوّرة هي مسرحية كويتية من بطولة كل من الراحل غانم الصالح وعبد الرحمن العقل والراحل خليل إسماعيل وولد الديرة ومحمد العجيمي وانتصار الشراح وعبدالناصر درويش وصالح الباوي و طاهر صباح وجابر صباح ومن إخراج نجف جمال ومحمد الرشود.

## القصة
و هي مسرحية تعالج معظم المشاكل الرياضية وظاهرة التعصب الرياضي في دولة الكويت ، وأيضا تطرح مشكلة اللجنة التي يرسلها الاتحاد ليشارك المنتخب في المحافل الدولية، عرضت هذه المسرحية سنة 1988 م، ولاقت نجاح جماهيري كبير، وهي من تأليف الكاتب محمد الرشود وتعد من أشهر ما قدم من أعمال.